# Mindlandet
Mindlandet est une île de la commune de Alstahaug , en mer de Norvège dans le comté de Nordland en Norvège.

## Description
L'île de 13,8 km2 se situe au sud la grande île d'Alsta à l'embouchure du Vefsnfjord, et des îles de Tjøtta et Rødøya. L'île est assez plate et possède de très bonnes terres agricoles.
L'île n'est accessible que par bateau et il existe des liaisons par car-ferry vers les villages de Stokka et Forvika sur le continent dans la municipalité de Vevelstad. Il existe également des liaisons par ferry vers les îles voisines de Rødøya (au nord-est) et Tjøtta (au nord-ouest). Le service de ferry de Vevelstad-Rødøya-Mindlandet-Tjøtta fait partie de la route nationale norvégienne 17, sur la côte de Helgeland.

## Galerie

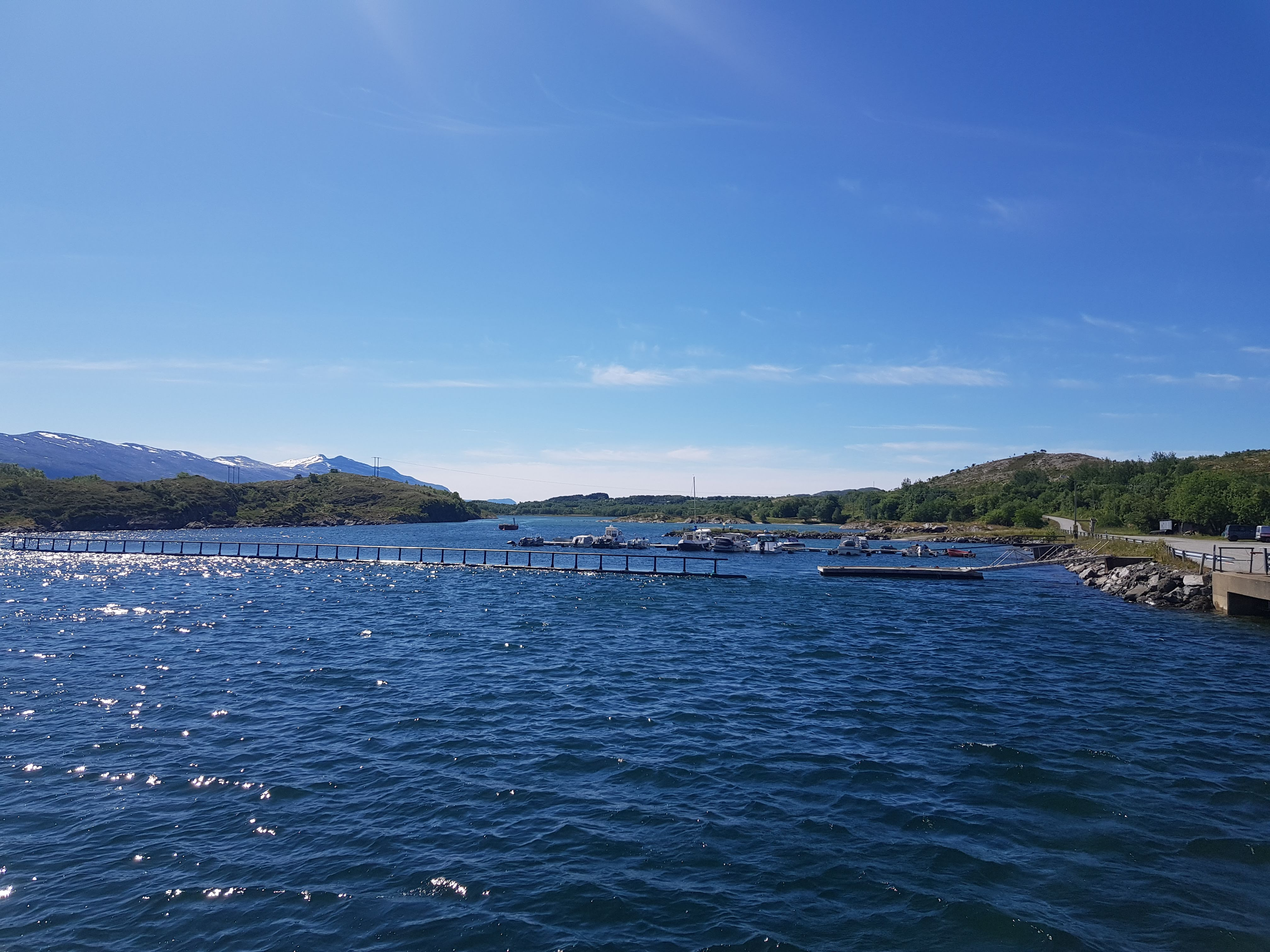
Mindlandet (vue du car-ferry)
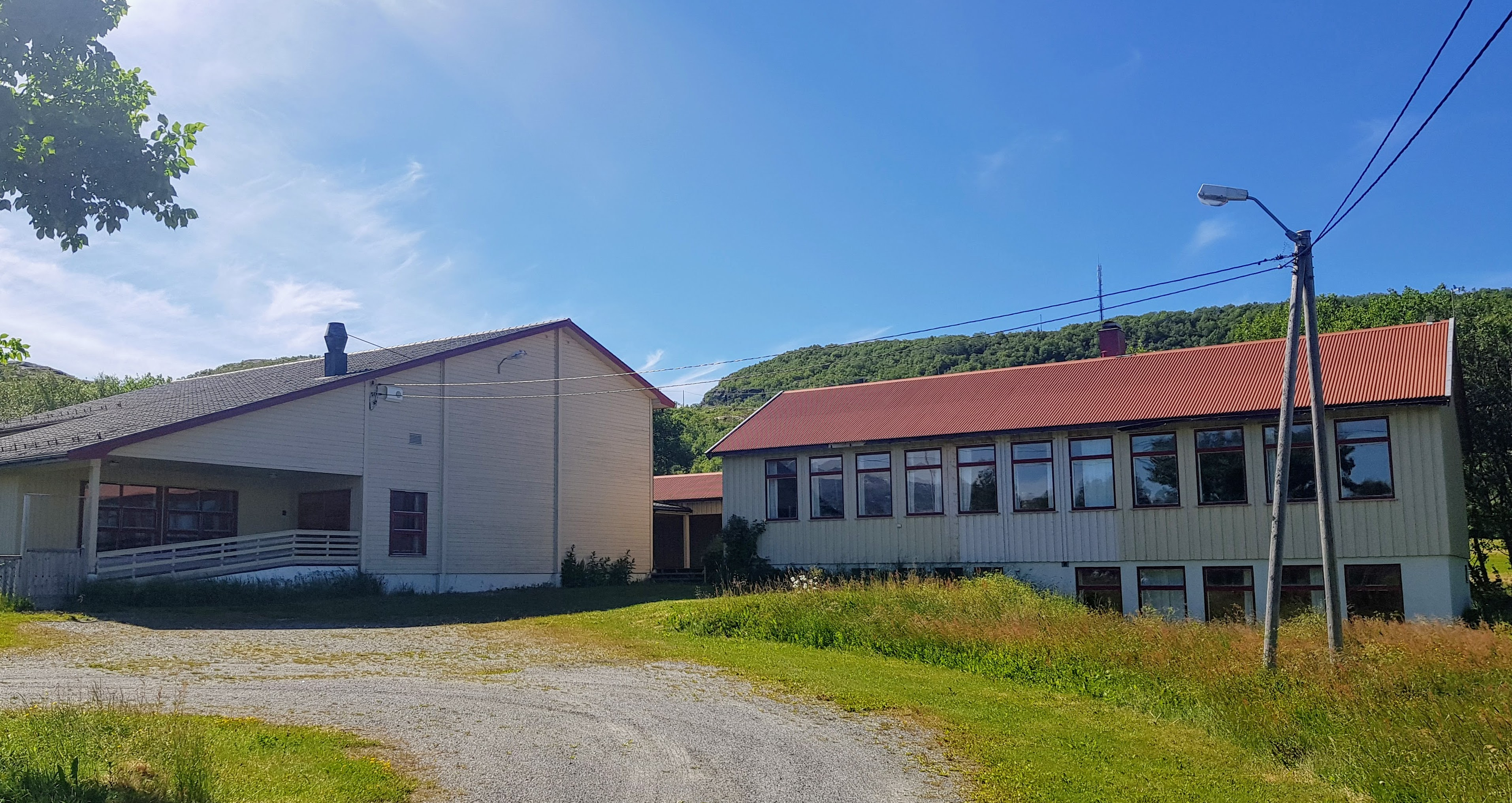
Ecole de Mindlandet